# Walter Adolph
Walter Adolph, Pseudonym: Wilhelm Leibusch (* 21. November 1902 in Berlin-Kreuzberg; † 25. April 1975 in Berlin), war ein katholischer Priester.

## Leben

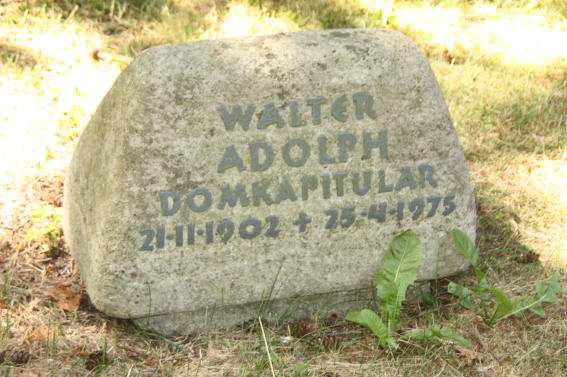
Grabstein auf den Hedwigsfriedhof in Berlin-Reinickendorf

Nach dem Abitur 1921 studierte er Theologie in Breslau und wurde 1927 zum Priester geweiht.
Er war von 1932 bis 1936 Redakteur des katholischen Kirchenblatts für das Bistum Berlin. Von 1933 bis 1936 übernahm er die Leitung der Fachschaft katholische kirchliche Presse in der Reichspressekammer. 1945 wurde er Domkapitular und 1945 Leiter des Petrusblattes und Morus-Verlags. 1947 wurde er Leiter der Bischöflichen Pressestelle Berlins. Von 1961 bis 1969 war er unter Bischof Alfred Bengsch Generalvikar.
Sein Grab befindet sich auf dem Domfriedhof St. Hedwig in Berlin-Reinickendorf.

## Werke
- Einer aus der Lausitzer Straße. Eine katholische Jugend in Berlin-Kreuzberg zu Anfang des Jahrhunderts, Berlin 1968.
- Erinnerungen 1922–1933, in: Wichmann-Jahrbuch XXIV/XXIX (1970/75), Berlin 1976, S. 34–85.
- Geheime Aufzeichnungen aus dem nationalsozialistischen Kirchenkampf 1935–1943. Bearb. v. U. von Hehl, 4. Aufl., Mainz 1987.